# Allanche
Pour les articles homonymes, voir Allanche (rivière).
Allanche est une commune française située dans le département du Cantal, en région Auvergne-Rhône-Alpes. Elle est commune adhérente du parc naturel régional des Volcans d'Auvergne.

## Géographie

### Localisation
Allanche est située dans le sud du Cézallier, dans le nord du département du Cantal. La commune fait partie du parc naturel régional des Volcans d'Auvergne. À vol d'oiseau, Massiac se trouve 20 km à l'est, Aurillac à 54 km au sud-ouest et Clermont-Ferrand à 62 km au nord.

### Communes limitrophes
Les communes limitrophes sont Landeyrat, Molèdes, Peyrusse, Pradiers, Vernols, Vèze, Sainte-Anastasie et Chalinargues.
| Landeyrat    | Pradiers         | Vèze     |
| Vernols      | Allanche         | Molèdes  |
| Chalinargues | Sainte-Anastasie | Peyrusse |

### Climat
Pour des articles plus généraux, voir Climat d'Auvergne-Rhône-Alpes et Climat du Cantal.
En 2010, le climat de la commune est de type climat de montagne, selon une étude du CNRS s'appuyant sur une série de données couvrant la période 1971-2000. En 2020, Météo-France publie une typologie des climats de la France métropolitaine dans laquelle la commune est exposée à un climat de montagne ou de marges de montagne et est dans une zone de transition entre les régions climatiques « Ouest et nord-ouest du Massif Central » et « Nord-est du Massif Central ».
Pour la période 1971-2000, la température annuelle moyenne est de 7,7 °C, avec une amplitude thermique annuelle de 15,4 °C. Le cumul annuel moyen de précipitations est de 1 105 mm, avec 11,6 jours de précipitations en janvier et 7,9 jours en juillet. Pour la période 1991-2020, la température moyenne annuelle observée sur la station météorologique de Météo-France la plus proche, sur la commune de Marcenat à 12 km à vol d'oiseau, est de 7,7 °C et le cumul annuel moyen de précipitations est de 1 174,5 mm,. Pour l'avenir, les paramètres climatiques de la commune estimés pour 2050 selon différents scénarios d'émission de gaz à effet de serre sont consultables sur un site dédié publié par Météo-France en novembre 2022.

## Urbanisme

### Typologie
Au 1er janvier 2024, Allanche est catégorisée commune rurale à habitat dispersé, selon la nouvelle grille communale de densité à 7 niveaux définie par l'Insee en 2022.
Elle est située hors unité urbaine et hors attraction des villes,.

### Occupation des sols
L'occupation des sols de la commune, telle qu'elle ressort de la base de données européenne d’occupation biophysique des sols Corine Land Cover (CLC), est marquée par l'importance des forêts et milieux semi-naturels (53,5 % en 2018), en augmentation par rapport à 1990 (52,3 %). La répartition détaillée en 2018 est la suivante :  milieux à végétation arbustive et/ou herbacée (36,5 %), prairies (24,2 %), zones agricoles hétérogènes (20,3 %), forêts (17 %), zones urbanisées (1,9 %). L'évolution de l’occupation des sols de la commune et de ses infrastructures peut être observée sur les différentes représentations cartographiques du territoire : la carte de Cassini (XVIIIe siècle), la carte d'état-major (1820-1866) et les cartes ou photos aériennes de l'IGN pour la période actuelle (1950 à aujourd'hui).

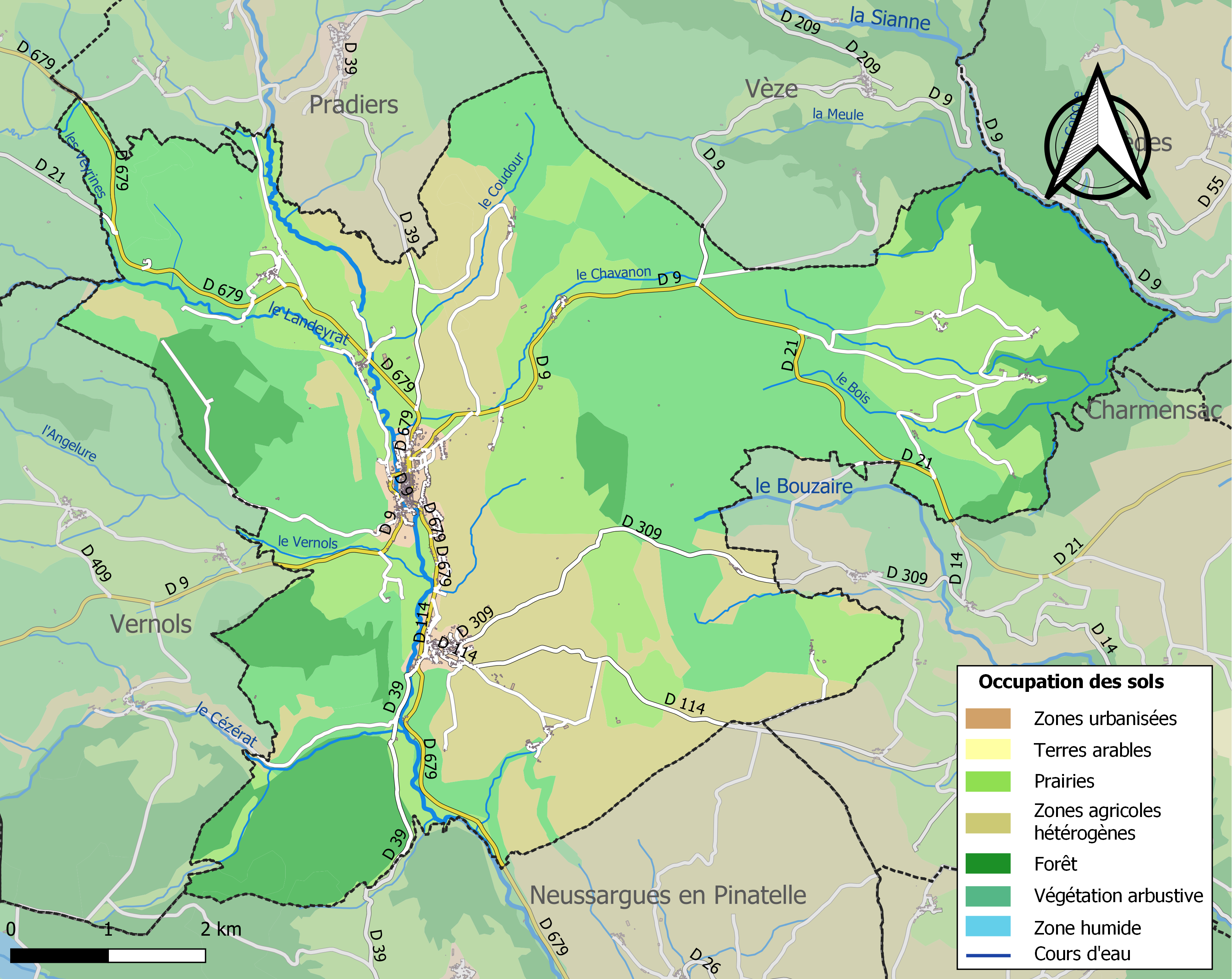
Carte des infrastructures et de l'occupation des sols de la commune en 2018 (CLC).

### Lieux-dits, hameaux et écarts
- Quartiers du bourg : la place du Cézallier, la Grand'Rue de l'Abbé de Prat, la place du Marché, l'avenue du Puy-Mary, le Pont Romain, la place Saint-Jean, la rue des Forgerons, la rue du 19-Mars-1962, la rue du 11-Novembre-1918, le Faubourg Terre Vermeille, le Pont Valat, la rue Saint-Eloi, place Mercoeurs, place de l'Église, rue de la Pierre-Grosse…
- Lieux-dits et hameaux : le Baladour, Maillargues, Coudour, Lapeyrot, Romaniargues, Chastre, les Clauzels, Chavanon, Béteil, Feydit, Roche, le Bac, Lorillou Fourche, Fromageade, Donnenuit, Combalut, Gouay, les Planes, Rouchy, Lampres, Chameille.

### Habitat et logement
En 2022, le nombre total de logements dans la commune était de 687, alors qu'il était de 679 en 2016 et de 694 en 2011.
Parmi ces logements, 57,7 % étaient des résidences principales, 28,9 % des résidences secondaires et 13,5 % des logements vacants. Ces logements étaient pour 84,8 % d'entre eux des maisons individuelles et pour 13,8 % des appartements.
Le tableau ci-dessous présente la typologie des logements à Allanche en 2022 en comparaison avec celle du Cantal et de la France entière. Une caractéristique marquante du parc de logements est ainsi une proportion de résidences secondaires et logements occasionnels (28,9 %) supérieure à celle du département (20,6 %) et à celle de la France entière (9,7 %). Concernant le statut d'occupation des résidences principales, 74,8 % des habitants de la commune sont propriétaires de leur logement (74,5 % en 2016), contre 71 % pour le Cantal et 57,5 pour la France entière.
| Typologie                                               | Allanche | Cantal | France entière |
| ------------------------------------------------------- | -------- | ------ | -------------- |
| Résidences principales (en %)                           | 57,7     | 67,9   | 82,3           |
| Résidences secondaires et logements occasionnels (en %) | 28,9     | 20,6   | 9,7            |
| Logements vacants (en %)                                | 13,5     | 11,5   | 8              |

### Voies de communication et transports
- Réseau routier : 
  - Allanche est traversée par la D 679 qui conduit à Marcenat, Condat en direction du nord-ouest et vers Neussargues en Pinatelle en direction du sud et de Saint-Flour ;
  - la D 9 part vers l'ouest en direction de Vernols, Ségur-les-Villas et vers l'est pour mener à Vèze ou rejoindre la D 21 qui conduit à Massiac ;
  - la D 39, en direction du nord, conduit à Pradiers puis vers le Cézallier, Puy-de-Dôme.
- Réseau ferroviaire : la ligne de Bort-les-Orgues à Neussargues passait par la gare d'Allanche mais la SNCF a fermé le trafic voyageur en 1990 et le trafic fret en 1991 (la voie ferrée est utilisée en été par le vélo-rail jusqu'à Landeyrat).

## Toponymie
Le nom de la localité est attesté en 1332 sous la forme latine Alancha. Ernest Nègre l'interprète comme Alanica [villa], le domaine des Alains, peuple ayant participé aux grandes invasions.
En occitan auvergnat, le nom de la commune est Alancha en graphie classique de l'occitan, ; l'altération de -l- intervocalique, typique de la Haute-Auvergne et d'une partie de la Basse, n'est pas notée en graphie classique,.

## Histoire
À l'est du bourg d'Allanche, au puy de Mathonière, se trouve une agglomération antique d'au moins vingt hectares dotée d'un fanum.
Créée en 1790, elle intègre l'ancienne commune de Chanet le 29 octobre 1964 dans le cadre d'une fusion simple. Elle est le chef-lieu du canton d'Allanche jusqu'en 2015.
De 1971 à 1989, sur le flanc nord du puy de Mathonière se trouvait un téléski avec deux pistes pour pratiquer le ski alpin.

## Politique et administration

### Découpage territorial
La commune d'Allanche est membre de l'intercommunalité Hautes Terres Communauté, un établissement public de coopération intercommunale (EPCI) à fiscalité propre créé le 1er janvier 2017, dont le siège est à Murat, après avoir fait partie de la communauté de communes du Cézallier de 1998 à 2016. Cette intercommunalité est par ailleurs membre d'autres groupements intercommunaux.
Sur le plan administratif, elle est rattachée à l'arrondissement de Saint-Flour, à la circonscription administrative de l'État du Cantal et à la région Auvergne-Rhône-Alpes.
Sur le plan électoral, elle dépend du canton de Murat pour l'élection des conseillers départementaux, depuis le redécoupage cantonal de 2014 entré en vigueur en 2015, et de la deuxième circonscription du Cantal  pour les élections législatives, depuis le dernier découpage électoral de 2010.

### Liste des maires
| Période                                  | Période                   | Identité                                     | Étiquette           | Qualité |
| ---------------------------------------- | ------------------------- | -------------------------------------------- | ------------------- | --- |
| Les données manquantes sont à compléter. |                           |                                              |                     | |
| 1855                                     | 1874                      | Durand-Louis Bonnet                          | Légitimiste modéré  | Notaire, juge de paix, conseiller général du canton d'Allanche (1833-1857) |
| Les données manquantes sont à compléter. |                           |                                              |                     | |
| 1897                                     | 1903 (décès)              | Marie-Henry Bonnet (petit-fils du précédent) | Républicain Libéral | Avocat, conseiller général du canton d'Allanche (1892-1903) |
| 1904                                     | 1919                      | Justin Veisset                               | Rad.                | Négociant, conseiller général du canton d'Allanche (1903-1925) |
| Les données manquantes sont à compléter. |                           |                                              |                     | |
| 1935                                     | 1941                      | Jules Farradesche                            | Droite              | Notaire, conseiller d'arrondissement du canton d'Allanche (1922-1940) |
| 1945                                     | 1948                      | Roger Alheinc                                | Rad.                | Docteur en droit, conseiller général du canton d'Allanche (1945-1951) |
| 1948                                     | 1971                      | Maurice Peschaud                             | CNIP                | Conseiller général du canton d'Allanche (1951-1970) |
| 1971                                     | 1995                      | Pierre Jarry                                 | CNIP puis UDF       | Médecin, conseiller général du canton d'Allanche (1970-1994) |
| 1995                                     | 2001                      | Christian Léoty                              | RPR                 | Médecin |
| mars 2001                                | 2008                      | André Papon                                  |                     | |
| mars 2008                                | décembre 2016 (démission) | Christian Léoty                              | LR                  | Médecin, conseiller général du canton d'Allanche (1994-2015) |
| décembre 2016                            | En cours (au 28 mai 2020) | Philippe Rosseel                             | DVD                 | 3e vice-président de Hautes Terres Communauté chargé de la voirie, des déchets ménagers et assimilés et des relations avec le Syndicat des Territoires de l’Est Cantal (SYTEC) (2020 → ) |

## Population et société

### Démographie

#### Évolution démographique
L'évolution du nombre d'habitants est connue à travers les recensements de la population effectués dans la commune depuis 1793. Pour les communes de moins de 10 000 habitants, une enquête de recensement portant sur toute la population est réalisée tous les cinq ans, les populations de référence des années intermédiaires étant quant à elles estimées par interpolation ou extrapolation. Pour la commune, le premier recensement exhaustif entrant dans le cadre du nouveau dispositif a été réalisé en 2008.

En 2022, la commune comptait 783 habitants, en évolution de +0,9 % par rapport à 2016 (Cantal : −1,08 %, France hors Mayotte : +2,11 %).
| 1793  | 1800  | 1806  | 1821  | 1831  | 1836  | 1841  | 1846  | 1851  |
| ----- | ----- | ----- | ----- | ----- | ----- | ----- | ----- | ----- |
| 2 497 | 2 020 | 2 508 | 2 394 | 2 502 | 2 534 | 2 605 | 2 583 | 2 356 |

| 1856  | 1861  | 1866  | 1872  | 1876  | 1881  | 1886  | 1891  | 1896  |
| ----- | ----- | ----- | ----- | ----- | ----- | ----- | ----- | ----- |
| 2 288 | 2 125 | 2 056 | 1 839 | 1 959 | 1 987 | 2 013 | 1 885 | 1 890 |

| 1901  | 1906  | 1911  | 1921  | 1926  | 1931  | 1936  | 1946  | 1954  |
| ----- | ----- | ----- | ----- | ----- | ----- | ----- | ----- | ----- |
| 1 996 | 1 760 | 1 809 | 1 889 | 1 687 | 1 792 | 1 646 | 1 536 | 1 467 |

| 1962  | 1968  | 1975  | 1982  | 1990  | 1999  | 2006 | 2008 | 2013 |
| ----- | ----- | ----- | ----- | ----- | ----- | ---- | ---- | ---- |
| 1 478 | 1 513 | 1 398 | 1 286 | 1 220 | 1 101 | 947  | 903  | 784  |

| 2018 | 2022 | - | - | - | - | - | - | - |
| ---- | ---- | - | - | - | - | - | - | - |
| 805  | 783  | - | - | - | - | - | - | - |

#### Pyramide des âges
La population de la commune est relativement âgée. En 2022, le taux de personnes d'un âge inférieur à 30 ans s'élève à 18,8 %, soit un taux inférieur à la moyenne départementale (26,4 %). À l'inverse, le taux de personnes d'un âge supérieur à 60 ans (49,3 %) est supérieur au taux départemental (37,3 %).
En 2022, la commune comptait 398 hommes pour 385 femmes, soit un taux de 50,83 % d'hommes, supérieur au taux départemental (48,99 %).
Les pyramides des âges de la commune et du département s'établissent comme suit :
| Hommes | Classe d’âge | Femmes |
| ------ | ------------ | ------ |
| 1      | 90 ou +      | 5,1    |
| 14,8   | 75-89 ans    | 20,1   |
| 29,7   | 60-74 ans    | 27,8   |
| 21,9   | 45-59 ans    | 17,8   |
| 12,1   | 30-44 ans    | 12,2   |
| 10,3   | 15-29 ans    | 6,6    |
| 10,2   | 0-14 ans     | 10,3   |

| Hommes | Classe d’âge | Femmes |
| ------ | ------------ | ------ |
| 1,2    | 90 ou +      | 3,1    |
| 10,1   | 75-89 ans    | 13,5   |
| 22,9   | 60-74 ans    | 22,6   |
| 21,8   | 45-59 ans    | 20,5   |
| 16,1   | 30-44 ans    | 15,2   |
| 13,8   | 15-29 ans    | 11,9   |
| 14,2   | 0-14 ans     | 13,3   |

### Manifestations culturelles et festivités
Tous les ans au mois de mai, la fête de l'Estive célèbre la montée des troupeaux de bovins de race Salers dans les pâturages d'altitude. Les troupeaux défilent depuis le village de Maillargues jusqu'au centre d'Allanche, puis vers les estives.

## Culture locale et patrimoine

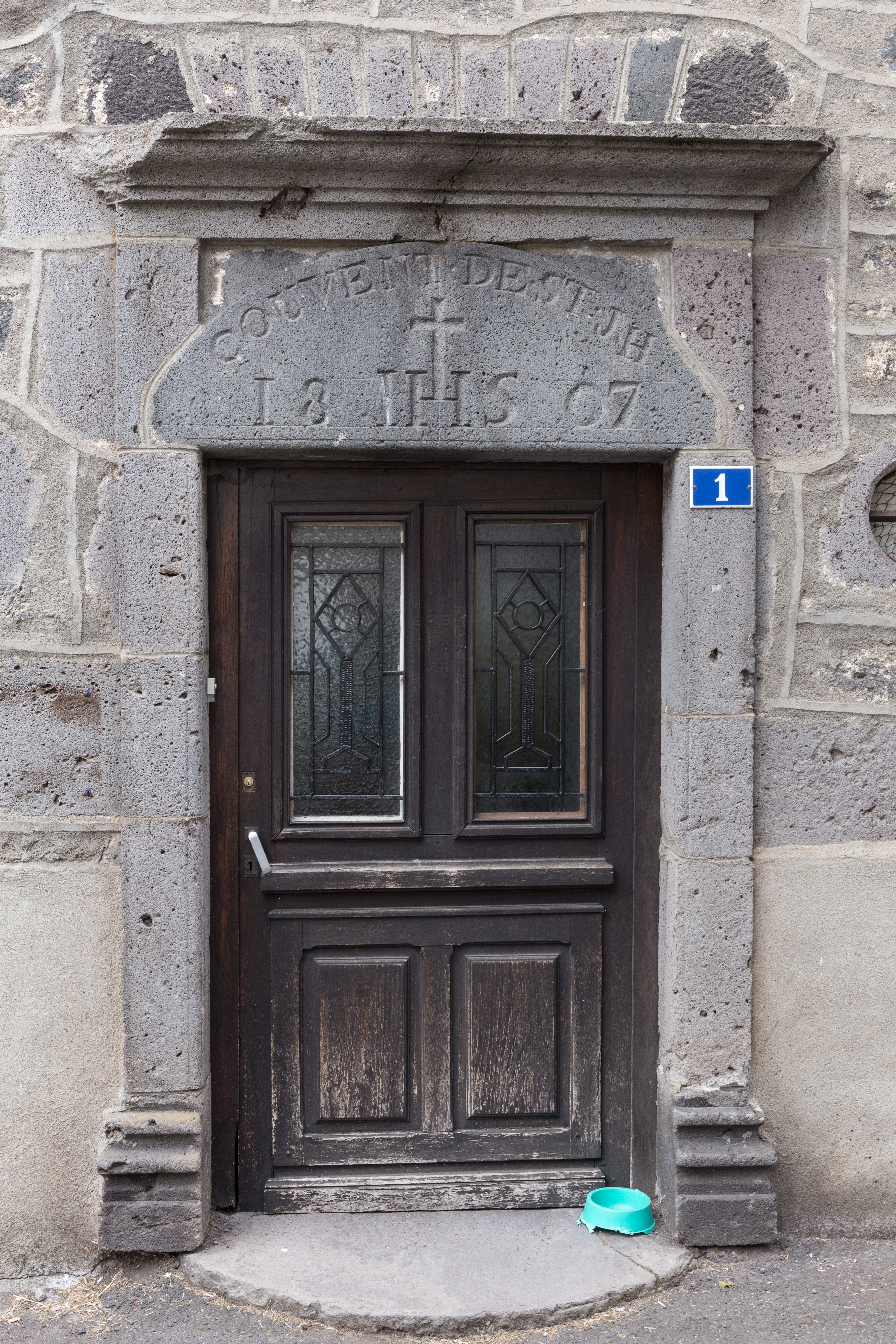
L'école Saint-Joseph où ont été cachés des enfants juifs.

### Lieux et monuments
- L'église Saint-Jean-Baptiste[28]
- L'église Saint-Julien-de-Chanet[29]
- Chapelle de Maillargues[30]
- Ancien hôtel Modern Hotel (hôtel Bonnal), de style Art déco, devenu Maison des services
- Ancien château de Mercœur, à Maillargues[31]
- La gare d'Allanche, accueille le vélo-rail du Cézallier, une activité touristique, en mai, juin, juillet, août et septembre.
- À proximité, se trouve le massif de la pinatelle d'Allanche et le lac du Pêcher.
- Espace nordique d'Allanche dispose de plusieurs kilomètres de piste de ski de fond et raquettes à neige, sur le massif du Cézallier.

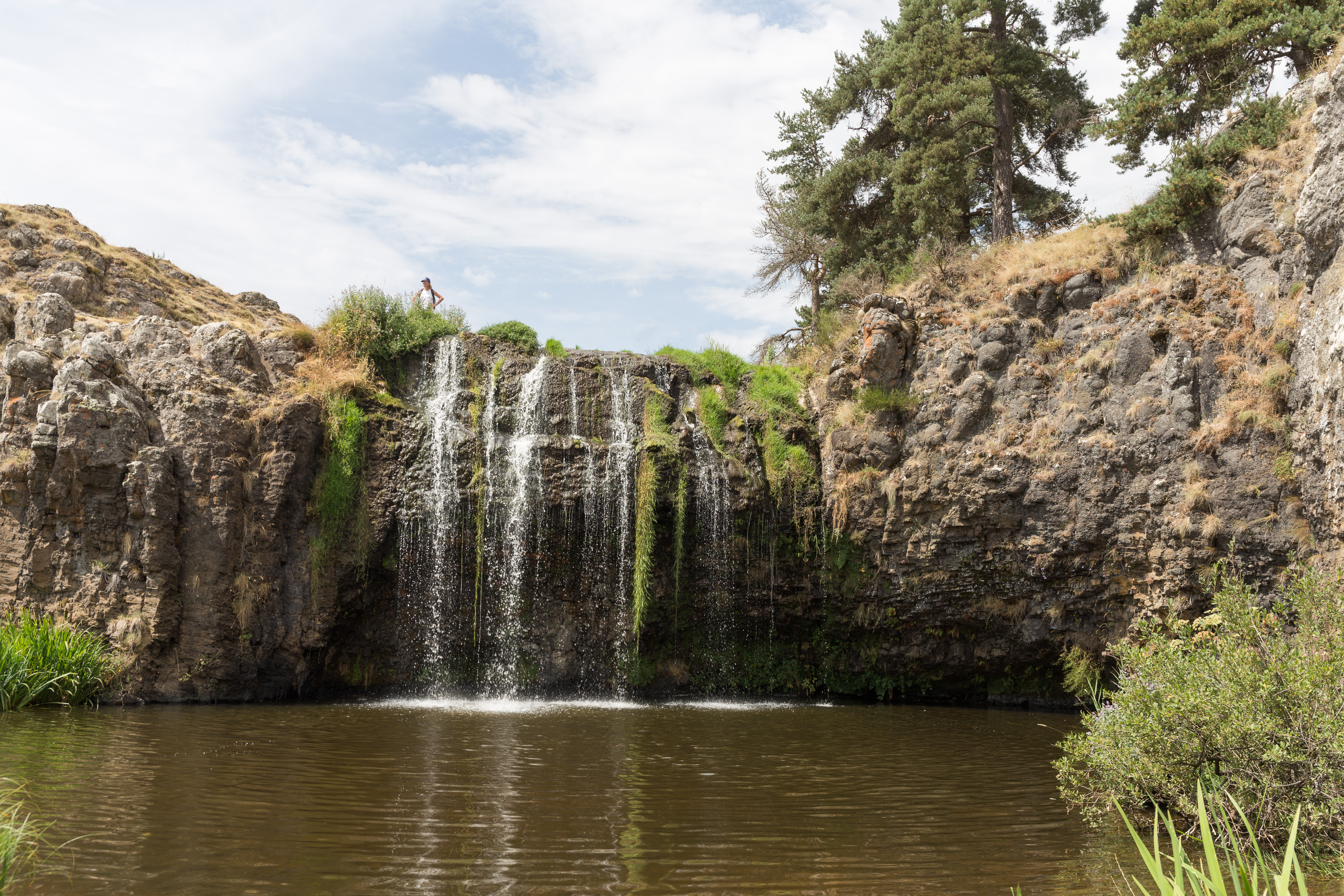
Cascade des Veyrines, en limite avec Landeyrat.
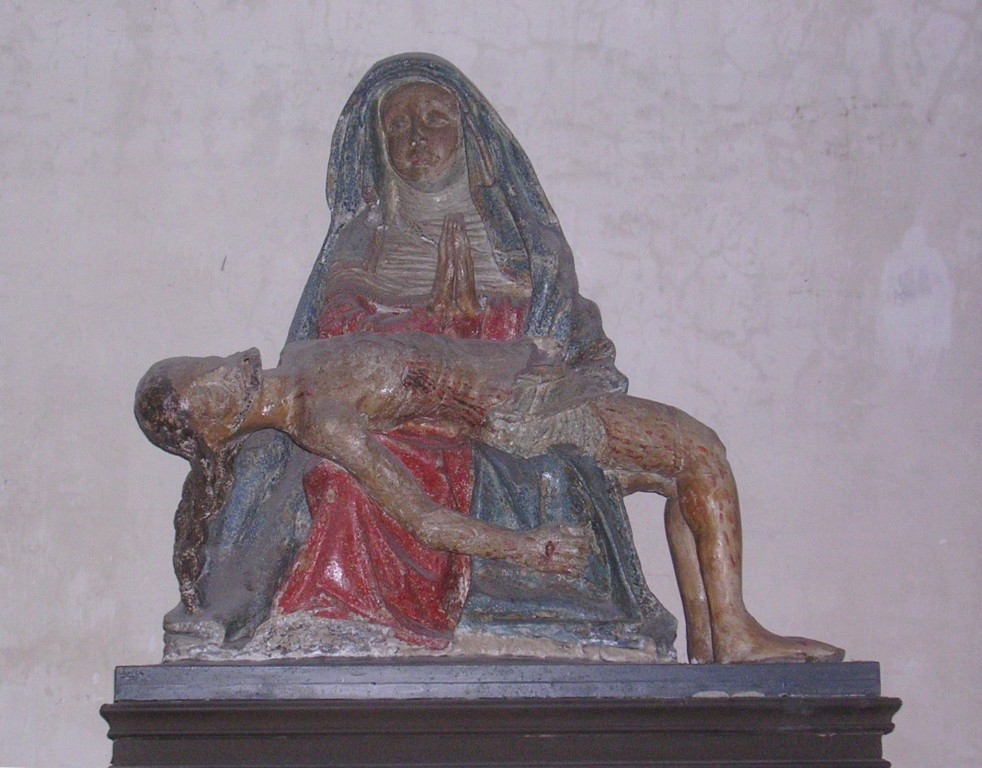
Pietà - église Saint-Jean-Baptiste.
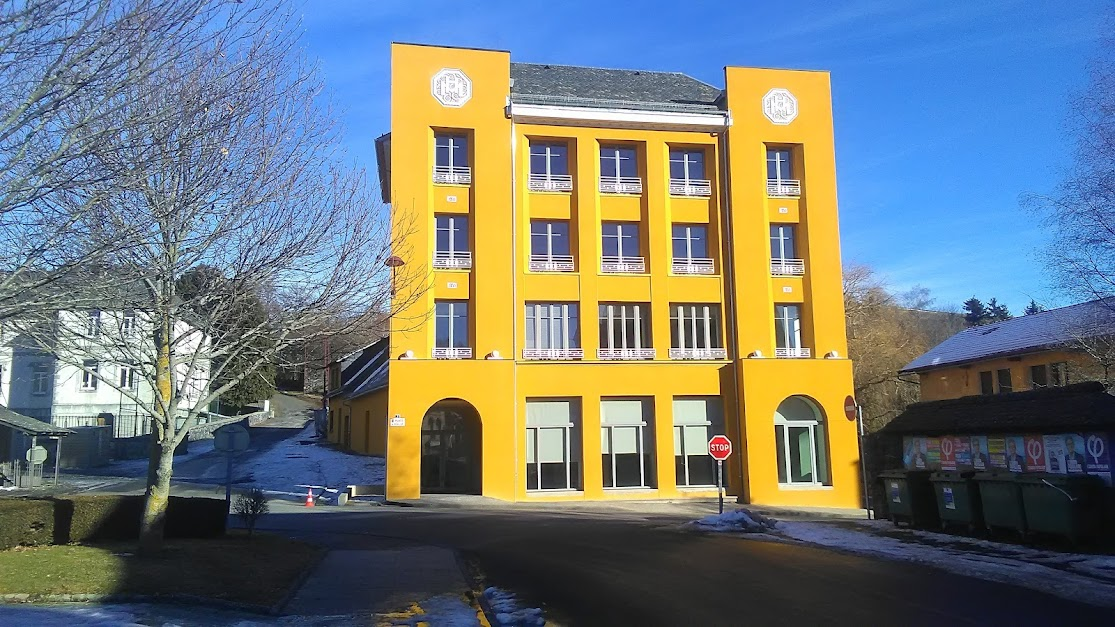
Ancien hôtel Modern Hotel, de style Art déco, devenu Maison des services.
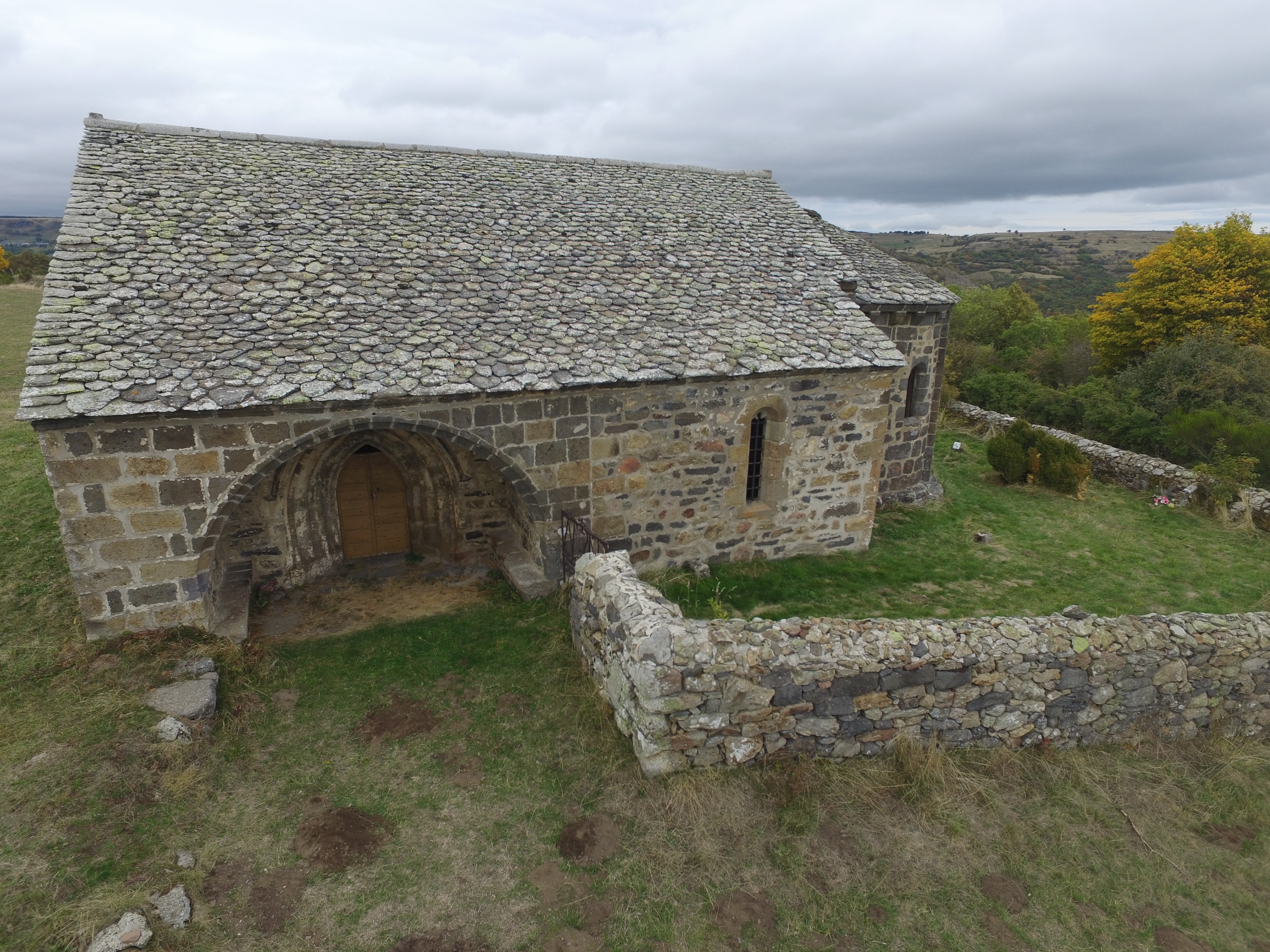
Église Saint-Julien-de-Chanet.

### Personnalités liées à la commune
- François Armand (1734-1812), homme politique, député du Cantal au Conseil des Cinq-Cents.
- Guillaume Peuvergne (1754-1812), homme politique, maire d'Allanche, député du Cantal de 1792 à 1793.
- Dominique Dufour de Pradt (1759-1837), dit l'abbé de Pradt, né à Allanche ;
- Charles Ganilh (1758-1836), économiste, député durant la Seconde restauration, né à Allanche ;
- Jean Joseph Benoid, homme politique né le 10 février 1762 à Allanche et mort le 22 décembre 1844 à Murat (Cantal).
- Jean Rougeot de Briel (1795-1871), artiste, né à Allanche.
- Armand Bory (1844-1931), député du Cantal (1891-1898) et (1910-1914), né à Allanche ;
- Sœur Marie-Angèle (née Jeanne Dessaigne) et sœur Marie-Étienne (née Philomène Rolland), directrice et enseignante, pendant la Seconde Guerre mondiale, de l'école Saint-Joseph, y ont caché, de 1942 à 1945, des enfants juifs. Elles ont été reconnues Justes parmi les Nations par le comité français pour Yad Vachem en 2002[32] ;
- Jean-Paul Belmondo (1933-2021), comédien, séjourna à Allanche dans sa jeunesse[33].

### Héraldique
| Blason de Allanche | Blason  | D'or aux deux clefs de sable passées en sautoir. |
| Blason de Allanche | Détails | Le statut officiel du blason reste à déterminer. |